# 2016 aux Kiribati
Cet article présente les faits marquants de l'année 2016 aux Kiribati.

## Évènements
- 7 janvier : second tour des élections législatives. Le parti Boutokaan te koaua conserve une majorité absolue des sièges.
- 9 mars : élection présidentielle. Taneti Maamau (Tobwaan Kiribati) est élu avec 60 % des voix, devant deux candidats du parti au pouvoir, le BTK.
- 11 octobre : Décès de Teatao Teannaki (né en 1936), président du Parlement des Kiribati en exercice, ancien président de la République de 1991 à 1994[1].